# Resultados do Carnaval de São Paulo em 1999
Estes são os resultados do Carnaval de São Paulo em 1999.

## Escolas de samba

### Grupo Especial
Os desfiles do grupo especial ocorreram no dia 13 de fevereiro no sambódromo do Anhembi. Mais uma vez nenhuma escola caiu para o Grupo de Acesso. Vai-Vai, com um desfile genial elaborado por Chiquinho Spinoza para o enredo Nostradamus, foi bi-campeã, empatada com a Gaviões da Fiel. Nenê de Vila Matilde foi a vice campeã, com mais um desfile avassalador, prejudicado pela quebra de uma grande alegoria ainda na concentração. Como não tinham critérios de desempate, tanto a Gaviões da Fiel como a Vai-Vai dividiram o título desse ano. Caso existisse, a Gaviões da Fiel seria a única campeã do Carnaval de 1999.
Ordem de Desfile
| Sábado (13/02/1999) |
| 1. Imperador do Ipiranga 2. Águia de Ouro 3. Camisa Verde e Branco 4. Unidos do Peruche 5. Acadêmicos do Tucuruvi 6. Nenê de Vila Matilde 7. Mocidade Alegre 8. X-9 Paulistana 9. Vai-Vai 10. Rosas de Ouro 11. Leandro de Itaquera 12. Gaviões da Fiel |

Classificação
| Legenda: Campeã Rebaixada |

| Col. | Escola                 | Enredo                                                                           | Pontos |
| ---- | ---------------------- | -------------------------------------------------------------------------------- | ------ |
| 1    | Vai-Vai                | Nostradamus                                                                      | 299,50 |
| 1    | Gaviões da Fiel        | O Príncipe Encoberto ou a Busca de São Sebastião na Ilha de São Luís do Maranhão | 299,50 |
| 3    | Nenê de Vila Matilde   | Voa Águia, que Sampa é Toda Tua                                                  | 297,00 |
| 4    | X-9 Paulistana         | Laços e Abraços no Mundo do Mercosul                                             | 294,50 |
| 5    | Leandro de Itaquera    | Educação: Um Salto para a Liberdade "Por Paulo Freire"                           | 288,00 |
| 6    | Acadêmicos do Tucuruvi | Santa Catarina - o Circuito da Alegria                                           | 287,50 |
| 7    | Rosas de Ouro          | A Divina Comédia de um Folião                                                    | 286,00 |
| 8    | Mocidade Alegre        | Bahia...! Um Porto Seguro                                                        | 285,50 |
| 9    | Camisa Verde e Branco  | Escancarando Corações Verde e Branco, Elymar Mais Popular                        | 284,50 |
| 10   | Unidos do Peruche      | Bill Gates - o Cérebro do Futuro                                                 | 282,00 |
| 11   | Águia de Ouro          | À Criação do Terceiro Dia                                                        | 277,50 |
| 12   | Imperador do Ipiranga  | Cantos da Terra                                                                  | 274,50 |

### Grupo 1
Os desfiles do grupo 1 ocorreram no dia 14 de fevereiro no sambódromo do Anhembi.
Classificação
| Legenda: Promovida Rebaixada |

| Col. | Escola                | Enredo                                                 | Pontos |
| ---- | --------------------- | ------------------------------------------------------ | ------ |
| 1    | Tom Maior             | Nosso Jardim de Cada Dia                               |        |
| 2    | Morro da Casa Verde   | Os Fantasmas na Ópera do Theatro Municipal             |        |
| 3    | Barroca Zona Sul      | Viagens Extraordinárias                                |        |
| 4    | Pérola Negra          | Lua, Luar... Conduza o Meu Caminhar                    |        |
| 5    | Império de Casa Verde | Coisa Boa Todo Mundo Gosta                             |        |
| 6    | Império do Cambuci    | Uma Lenda de Amor                                      |        |
| 7    | Colorado do Brás      | Em Busca da Verdade e do Equilíbrio Surge uma Nova Era |        |
| 8    | Prova de Fogo         | Incas - Filhos do Império Sol                          |        |

### Grupo 1A
Os desfiles do grupo 1A ocorreram no dia 15 de fevereiro.
Classificação
| Legenda: Promovida Rebaixada |

| Col. | Escola                         | Enredo                                          | Pontos |
| ---- | ------------------------------ | ----------------------------------------------- | ------ |
| 1    | Unidos de São Lucas            | A Trajetória de um Vitorioso - Eduardo Basílio  | 298,00 |
| 2    | União Independente da Zona Sul | Um Tigre Dourado ou... de Papel!                | 290,50 |
| 3    | Flor da Vila Dalila            | Os Sete Mares da Minha Terra                    | 288,50 |
| 4    | Unidos de Vila Maria           | Espia Só a Vila Maria                           | 287,50 |
| 5    | União Imperial                 | Feliz em Vê-lo Em Seu Jeitinho Brasileiro       | 286,50 |
| 6    | Combinados de Sapopemba        | Sou do Samba, Sou da Paz                        | 282,50 |
| 7    | Raiz da Zona Sul               | Do Criador à Criação, ao Mundo Mágico das Cores | 281,00 |
| 8    | Acadêmicos do Tatuapé          | Tatuapé em Quatro Tempos                        | 279,00 |
| 9    | Primeira da Aclimação          | Aclimação no Coração, 18 Anos de Emoção         | 273,50 |
| 10   | Unidos de São Miguel           | Os Sete Pecados Capitais                        | 260,50 |

### Grupo 2
Os desfiles do grupo 2 ocorreram no dia 14 de fevereiro.
Classificação
| Legenda: Promovida Rebaixada |

| Col. | Escola                              | Enredo                                                             | Pontos |
| ---- | ----------------------------------- | ------------------------------------------------------------------ | ------ |
| 1    | Camisa 12                           | Uma Noite na Terra da Garoa                                        | 196,5  |
| 2    | Brinco da Marquesa                  | Voar, um Sonho de Liberdade                                        | 193,0  |
| 3    | Unidos do Vale Encantado            | Ceará - Fortaleza, a Terra da Luz                                  | 193,0  |
| 4    | Só Vou Se Você For                  | Mãe Menininha - A Beleza do Mundo Tá no Gantois                    | 193,0  |
| 5    | Malungos                            | A Sorte Está no Ar                                                 | 191,0  |
| 6    | União Independente da Vila Prudente | Zodíaco, a Magia das Estrelas                                      | 190,5  |
| 7    | Acadêmicos do Ipiranga              | Os Amores do Sol e da Lua                                          | 185,0  |
| 8    | Os Bambas                           | Mamonas Assassinas Jamais te Esqueceremos                          | 184,5  |
| 9    | Cachoeira Império do Samba          | O Circo                                                            | 181,0  |
| 10   | Tradição da Zona Leste              | Parabéns Trabalhador (Trabalho - Tradição da Humanidade)           | 181,0  |
| 11   | Dragões de Vila Alpina              | Sonhos de um Sonhador                                              | 164,0  |
| 12   | Unidos de Guaianases                | A Trajetória Mágica da Dança Na Formação de Um País - Dança Brasil | 155,0  |

### Grupo 3 - Oeste
Os desfiles do grupo 3 Oeste ocorreram no dia 14 de fevereiro.
Classificação
| Legenda: Promovida Desclassificada |

| Col. | Escola                          | Enredo                                 | Pontos |
| ---- | ------------------------------- | -------------------------------------- | ------ |
| 1    | Estação Invernada               | Luiz Gonzaga, O Rei do Baião           | 95,5   |
| 2    | Império Lapeano                 | A Império nas Águas do Reino de Netuno | 91,0   |
| 3    | Iracema, Meu Grande Amor        | Aqui Tudo Acaba em Samba               | 87,0   |
| 4    | Galo de Pirituba                | A Dança do Fogo                        | 78,0   |
| --   | Caprichosos de Vila Brasilândia | Arco-íris, Lenda, Sonho e Oxumaré      | ---    |

### Grupo 3 - Leste
Os desfiles do grupo 3 Leste ocorreram no dia 14 de fevereiro.
Classificação
| Legenda: Promovida Rebaixada/Desclassificada |

| Col. | Escola                              | Enredo                                            | Pontos |
| ---- | ----------------------------------- | ------------------------------------------------- | ------ |
| 1    | Estação Primeira do Itaim           | A Magia do Samba                                  | 99,0   |
| 2    | Príncipe Negro da Cidade Tiradentes | As Três Raças Que Deram Origem ao Povo Brasileiro | 98,5   |
| 3    | Falcão do Morro Itaquerense         | Um Reino Para a Música: A Ordem do Rei é Cantar   | 95,0   |
| 4    | Imperatriz da Paulicéia             | Arlequim, Pierrôs e Colombinas                    | 92,0   |
| 5    | Primeira da Cidade Líder            | No Esplendor da Natureza                          | 87,0   |
| --   | Ermelinense                         | Anastácia, A Princesa Negra de Olhos Azuis        | ---    |

### Grupo 3 - Leste 2
Os desfiles do grupo 3 Leste 2 ocorreram no dia 15 de fevereiro.
Classificação
| Legenda: Promovida Rebaixada |

| Col. | Escola                  | Enredo                                            | Pontos |
| ---- | ----------------------- | ------------------------------------------------- | ------ |
| 1    | Mocidade Unida da Mooca | Rei é Rei                                         | 99,0   |
| 2    | Lavapés                 | É Chegada a Hora... A Virada é Agora!             | 98,5   |
| 3    | Dragões de São Miguel   | Brasil 500 anos                                   | 97,0   |
| 4    | Folha Azul dos Marujos  | Doce Bárbaro                                      | 95,5   |
| 5    | Candeia do Cangaíba     | Minha Velha Querida São Paulo Tão Belas Que Tu És | 94,0   |
| --   | Unidos de Vila Eutália  | De Dois em Dois Eu Chego Lá                       | ---    |

### Grupo 3 - Sul
Os desfiles do grupo 3 Sul ocorreram no dia 14 de fevereiro.
Classificação
| Legenda: Promovida |

| Col. | Escola             | Enredo                                          | Pontos |
| ---- | ------------------ | ----------------------------------------------- | ------ |
| 1    | São Paulo Zona Sul | Muamba, Só Tem Muamba                           | 99,5   |
| 2    | Paraíso do Samba   | Orfeu do Carnaval                               | 95,5   |
| 3    | Sai da Frente      | Orixás e as Entidades na Visão do Sai da Frente | 94,5   |
| 4    | Flor da Zona Sul   | Jogos - Azar, Sorte ou Apenas Brincadeira?      | 89,5   |
| 5    | União Santa Cruz   | O Futuro Faz Sonhar                             | -47,0  |

### Grupo de Espera
Classificação
| Legenda: Promovida |

| Col. | Escola                            | Enredo                                                 | Pontos |
| ---- | --------------------------------- | ------------------------------------------------------ | ------ |
| 1    | Dom Bosco                         | Dom Bosco e Suas Conquistas                            | 96,0   |
| 2    | Passo de Ouro                     | Vendo a Vida Através do Vidro                          | 87,5   |
| 3    | Boêmios da Vila                   | Exaltando a Origem do Carnaval                         | 82,0   |
| 4    | Comunidade Independente do Imirim | Brasil                                                 | 73,0   |
| 5    | Primeira Lá de Casa               | O Divertimento Capoeira (Homenagem ao Mestre Azambuja) | 69,0   |